# Campionat del món de ciclisme en pista de 2014
El Campionat Mundial de Ciclisme en Pista de 2014 es va celebrar a Cali (Colòmbia) del 26 de febrer al 2 de març de 2014.
Les competicions es van disputar al Velòdrom Alcides Nieto Patiño. En total es competia en 19 disciplines, 10 de masculines i 9 de femenines.

## Resultats

### Masculí
| Prova                     | Or                                                                                                   | Argent                                                                                      | Bronze                                                                 |
| Velocitat individual      | François Pervis · França ·                                                                           | Stefan Bötticher · Alemanya ·                                                               | Denís Dmítriev · Rússia ·                                              |
| Velocitat per equips      | Nova Zelanda · Ethan Mitchell · Sam Webster · Edward Dawkins                                         | Alemanya · René Enders · Robert Förstemann · Maximilian Levy                                | França · Grégory Baugé · Kévin Sireau · Michaël D'Almeida              |
| Persecució individual     | Alexander Edmondson · Austràlia                                                                      | Stefan Küng · Suïssa                                                                        | Marc Ryan · Nova Zelanda                                               |
| Persecució per equips     | Austràlia · Alexander Edmondson · Luke Davison · Mitchell Mulhern · Glenn O'Shea · Miles Scotson (q) | Dinamarca · Lasse Norman Hansen · Casper Folsach · Alex Rasmussen · Rasmus Christian Quaade | Nova Zelanda · Aaron Gate · Pieter Bulling · Dylan Kennett · Marc Ryan |
| Quilòmetre contrarellotge | François Pervis · França ·                                                                           | Joachim Eilers · Alemanya ·                                                                 | Simon van Velthooven · Nova Zelanda ·                                  |
| Cursa per punts           | Edwin Ávila · Colòmbia ·                                                                             | Thomas Scully · Nova Zelanda ·                                                              | Eloy Teruel · Espanya ·                                                |
| Keirin                    | François Pervis · França ·                                                                           | Fabián Puerta · Colòmbia ·                                                                  | Matthijs Büchli · Països Baixos ·                                      |
| Madison                   | David Muntaner · Albert Torres · Espanya ·                                                           | Martin Bláha · Vojtech Hacecky · Txèquia ·                                                  | Stefan Küng · Thery Schir · Suïssa ·                                   |
| Scratch                   | Ivan Kovaliov · Rússia ·                                                                             | Martyn Irvine · Irlanda ·                                                                   | Cheung King Lok · Hong Kong ·                                          |
| Òmnium                    | Thomas Boudat · França ·                                                                             | Tim Veldt · Països Baixos ·                                                                 | Víktor Manakov · Rússia ·                                              |

### Femení
| Prova                     | Or                                                                            | Argent                                                                          | Bronze                                                                       |
| Velocitat individual      | Kristina Vogel · Alemanya ·                                                   | Zhong Tianshi · R.P. de la Xina ·                                               | Lin Junhong · R.P. de la Xina ·                                              |
| Persecució individual     | Joanna Rowsell · Regne Unit ·                                                 | Sarah Hammer · Estats Units ·                                                   | Amy Cure · Austràlia ·                                                       |
| 500 metres contrarellotge | Miriam Welte · Alemanya ·                                                     | Anna Meares · Austràlia ·                                                       | Anastassia Vóinova · Rússia ·                                                |
| Cursa per punts           | Amy Cure · Austràlia ·                                                        | Stephanie Pohl · Alemanya ·                                                     | Jasmin Glaesser · Canadà ·                                                   |
| Scratch                   | Kelly Druyts · Bèlgica ·                                                      | Katarzyna Pawłowska · Polònia ·                                                 | Ievguénia Romaniuta · Rússia ·                                               |
| Keirin                    | Kristina Vogel · Alemanya ·                                                   | Anna Meares · Austràlia ·                                                       | Rebecca James · Regne Unit ·                                                 |
| Velocitat per equips      | Miriam Welte · Kristina Vogel · Alemanya ·                                    | Lin Junhong · Zhong Tianshi · R.P. de la Xina                                   | Rebecca James · Jessica Varnish · Regne Unit ·                               |
| Persecució per equips     | Laura Trott · Katie Archibald · Elinor Barker · Joanna Rowsell · Regne Unit · | Laura Brown · Jasmin Glaesser · Allison Beveridge · Stephanie Roorda · Canadà · | Annette Edmondson · Amy Cure · Melissa Hoskins · Isabella King · Austràlia · |
| Òmnium                    | Sarah Hammer · Estats Units ·                                                 | Laura Trott · Regne Unit ·                                                      | Annette Edmondson · Austràlia ·                                              |

## Medaller
| Posició | País            | Or | Plata | Bronze | Total |
| 1       | Alemanya        | 4  | 4     | 0      | 8     |
| 2       | França          | 4  | 0     | 1      | 5     |
| 3       | Austràlia       | 3  | 2     | 3      | 8     |
| 4       | Regne Unit      | 2  | 1     | 2      | 5     |
| 5       | Nova Zelanda    | 1  | 1     | 3      | 5     |
| 6       | Colòmbia        | 1  | 1     | 0      | 2     |
| 6       | Estats Units    | 1  | 1     | 0      | 2     |
| 8       | Rússia          | 1  | 0     | 4      | 5     |
| 9       | Espanya         | 1  | 0     | 1      | 2     |
| 10      | Bèlgica         | 1  | 0     | 0      | 1     |
| 11      | R.P. de la Xina | 0  | 2     | 1      | 3     |
| 12      | Canadà          | 0  | 1     | 1      | 2     |
| 12      | Països Baixos   | 0  | 1     | 1      | 2     |
| 12      | Suïssa          | 0  | 1     | 1      | 2     |
| 15      | Dinamarca       | 0  | 1     | 0      | 1     |
| 15      | Irlanda         | 0  | 1     | 0      | 1     |
| 15      | Polònia         | 0  | 1     | 0      | 1     |
| 15      | Txèquia         | 0  | 1     | 0      | 1     |
| 19      | Hong Kong       | 0  | 0     | 1      | 1     |
| Total   | Total           | 19 | 19    | 19     | 57    |